# 溝口宿 (矢倉沢往還)

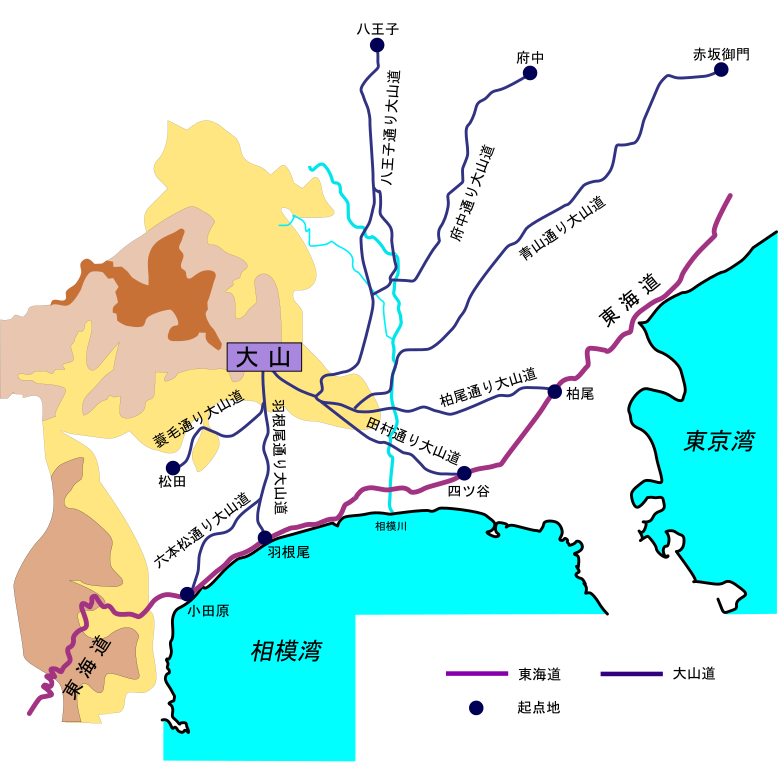
大山道(主要8道)。

溝口宿（みぞのくちしゅく）は、矢倉沢往還（大山道）の宿場（継立場）の一つ。現在の神奈川県川崎市高津区溝口に位置する。1669年（寛文9年）に、隣接する二子村とともに継立村に指定され、毎月1日から20日までは溝口村が、21日から月末までは二子村が伝馬の継立を担当した。北見方村、上作延村、下作延村の3ヶ村が助郷村となった。上宿・中宿・下宿に分かれて軒を並べ、1838年（天保9年）には6戸の旅人宿、4戸の居酒屋などがあった。

## 名所・旧跡
- 国木田独歩の碑 - 小説「忘れ得ぬ人々」の舞台となった溝口の亀屋前に立てられた碑が、高津図書館入口に移設された[4]。
- 灰吹屋 - 1771年（明和8年）に鈴木仁兵衛が創業した薬屋。大正年間に建てられ、1960年（昭和35年）まで使われた蔵造りの店が残る[5][6]。
- 大山街道ふるさと館
- 大石橋 - 二ヶ領用水にかかる[7]。
- 溝口神社
- 宗隆寺

## 交通アクセス
- 鉄道
  - 東急田園都市線 高津駅下車
  - 東急田園都市線/大井町線 溝の口駅下車
  - JR南武線 武蔵溝ノ口駅下車

## 隣の宿場
江戸（赤坂） - 二子宿・溝口宿 - 荏田宿

## ギャラリー

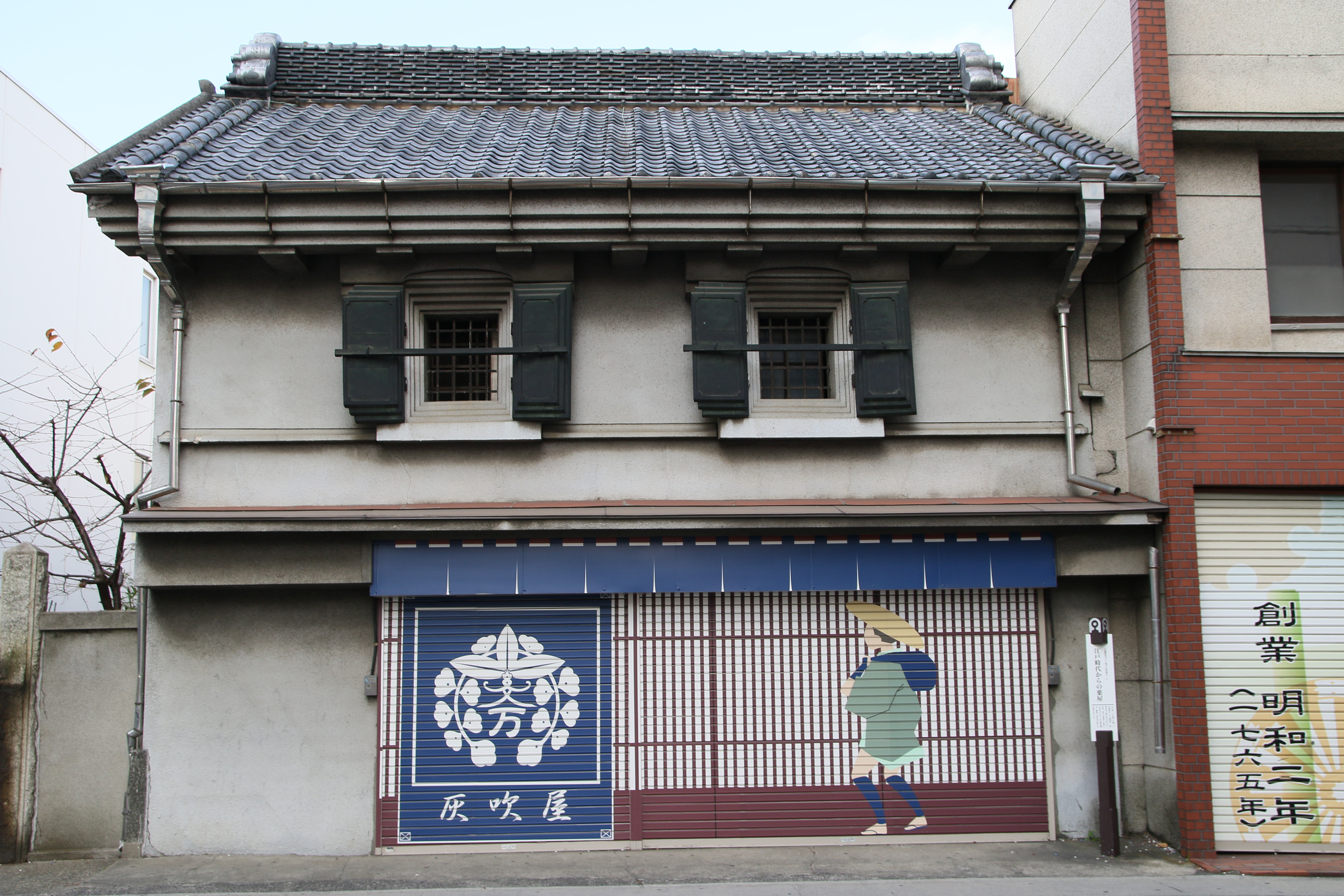
灰吹屋
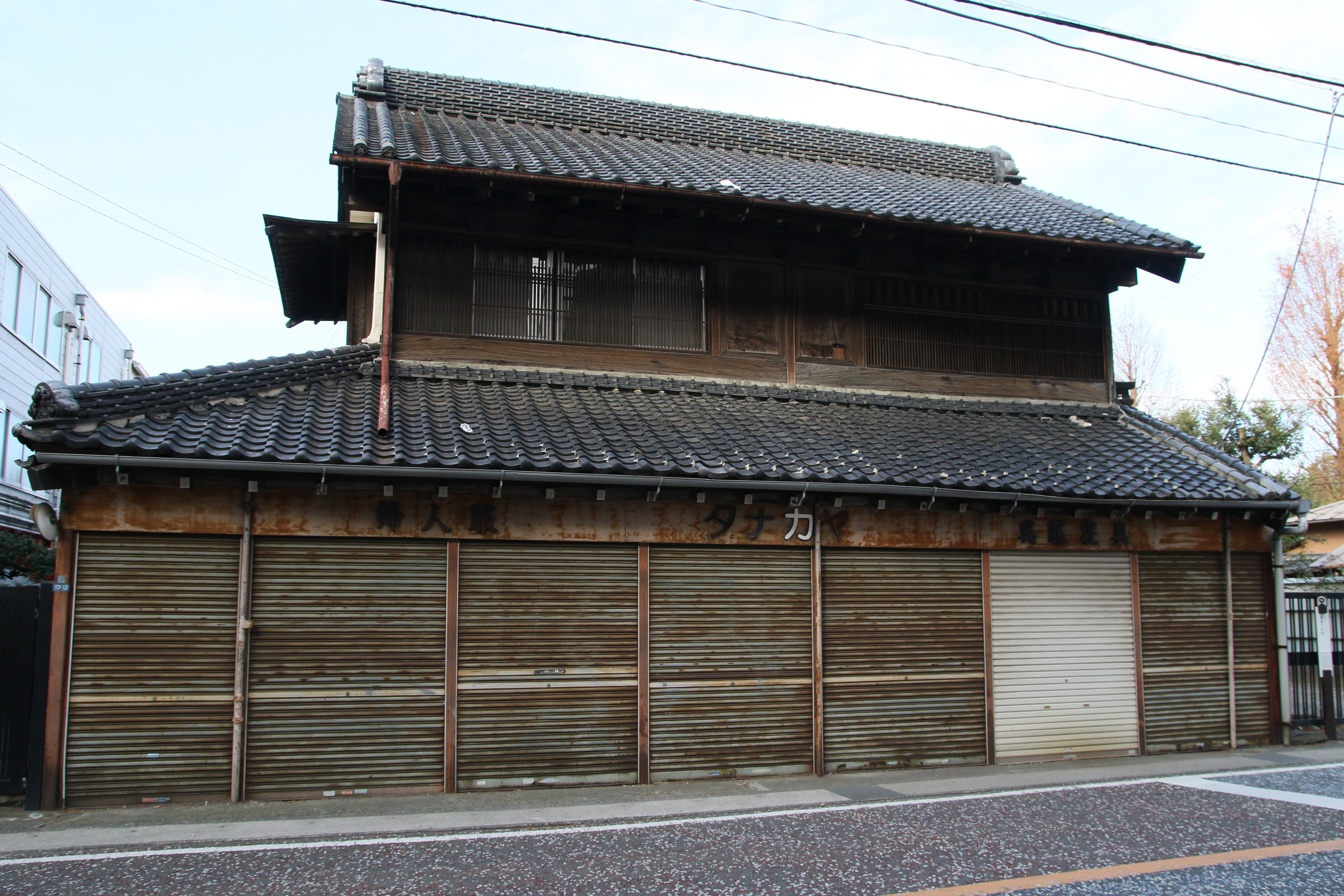
タナカヤ
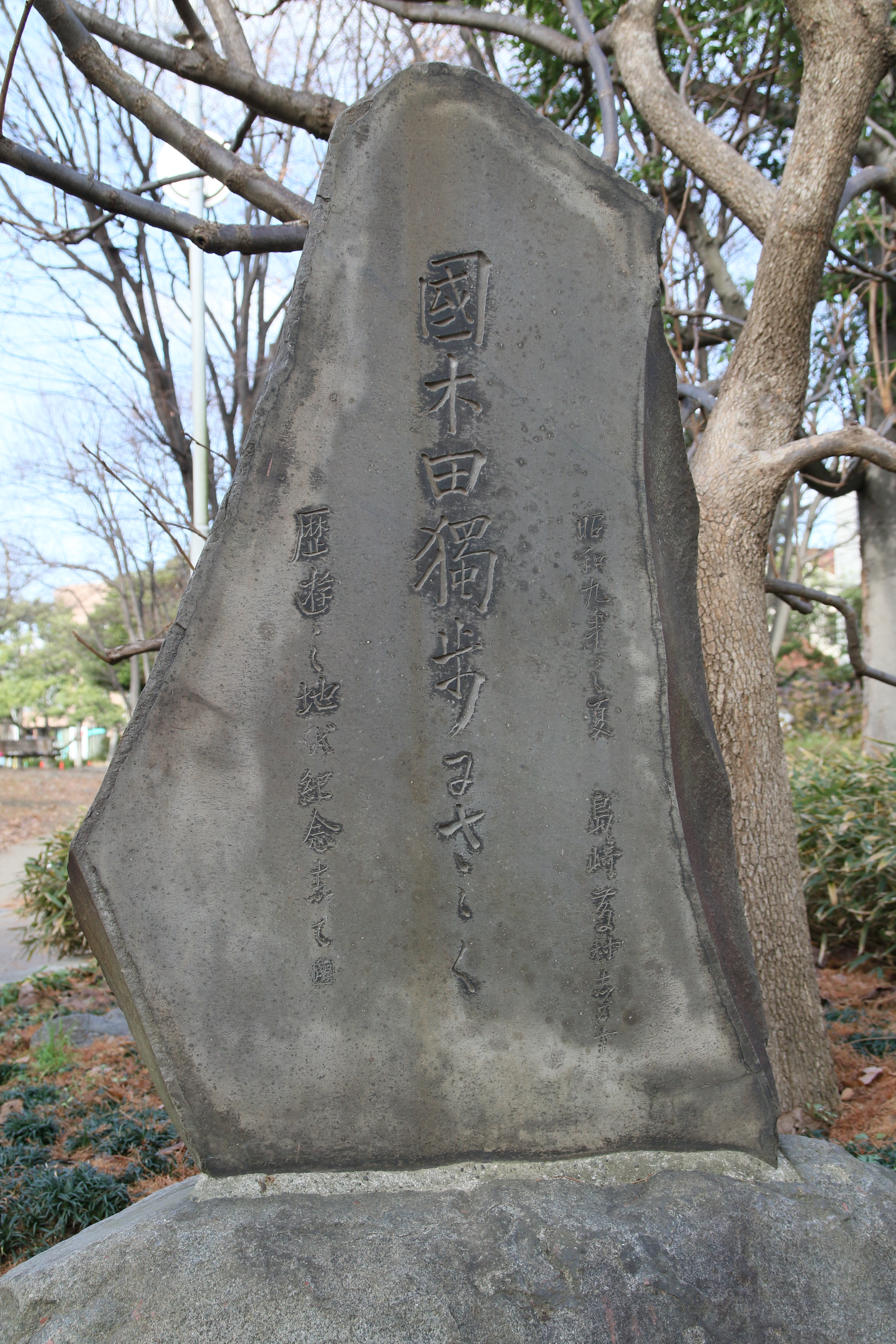
高津図書館にある国木田独歩の碑
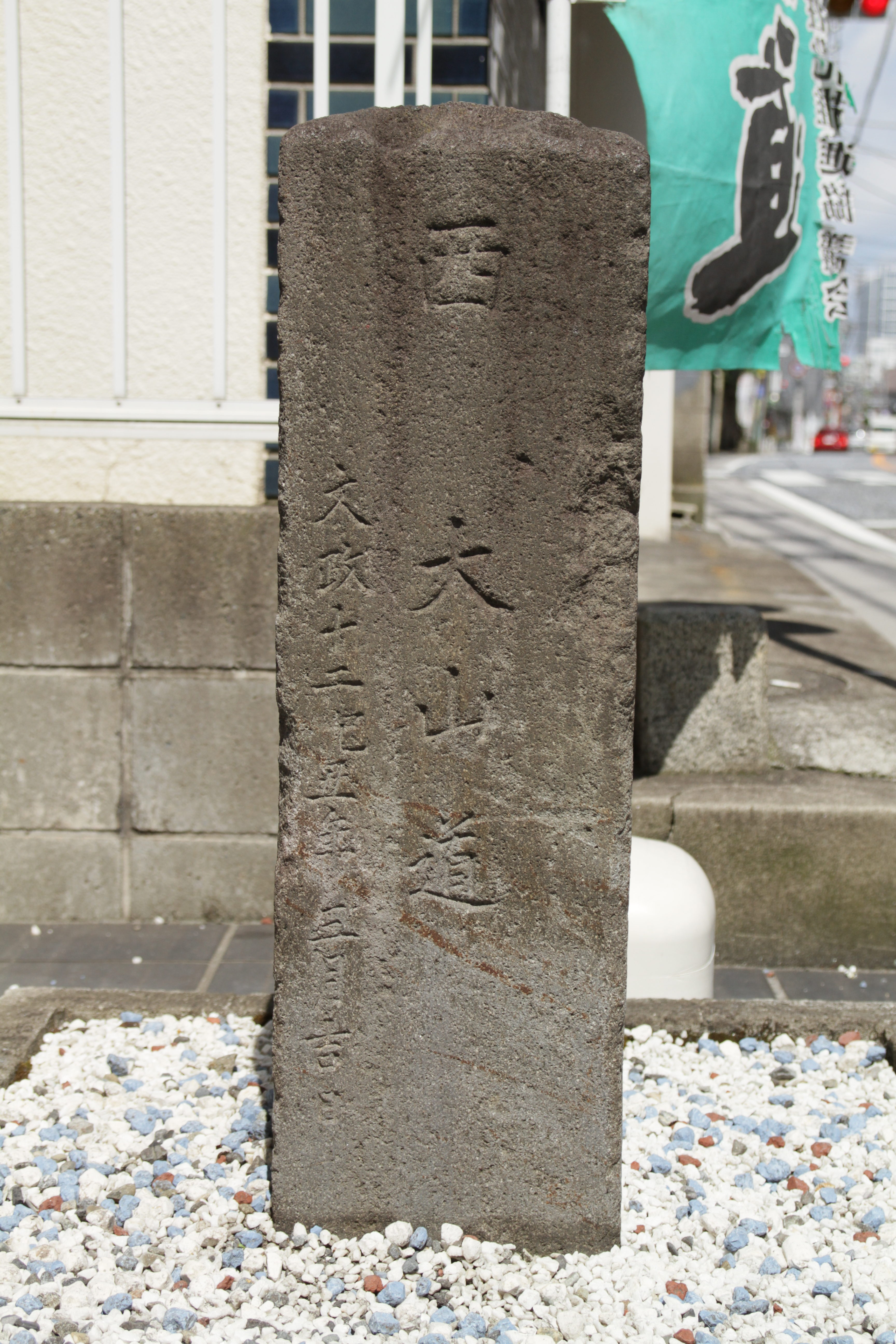
大山街道ふるさと館前の大山道道標